# Interruptor analògic

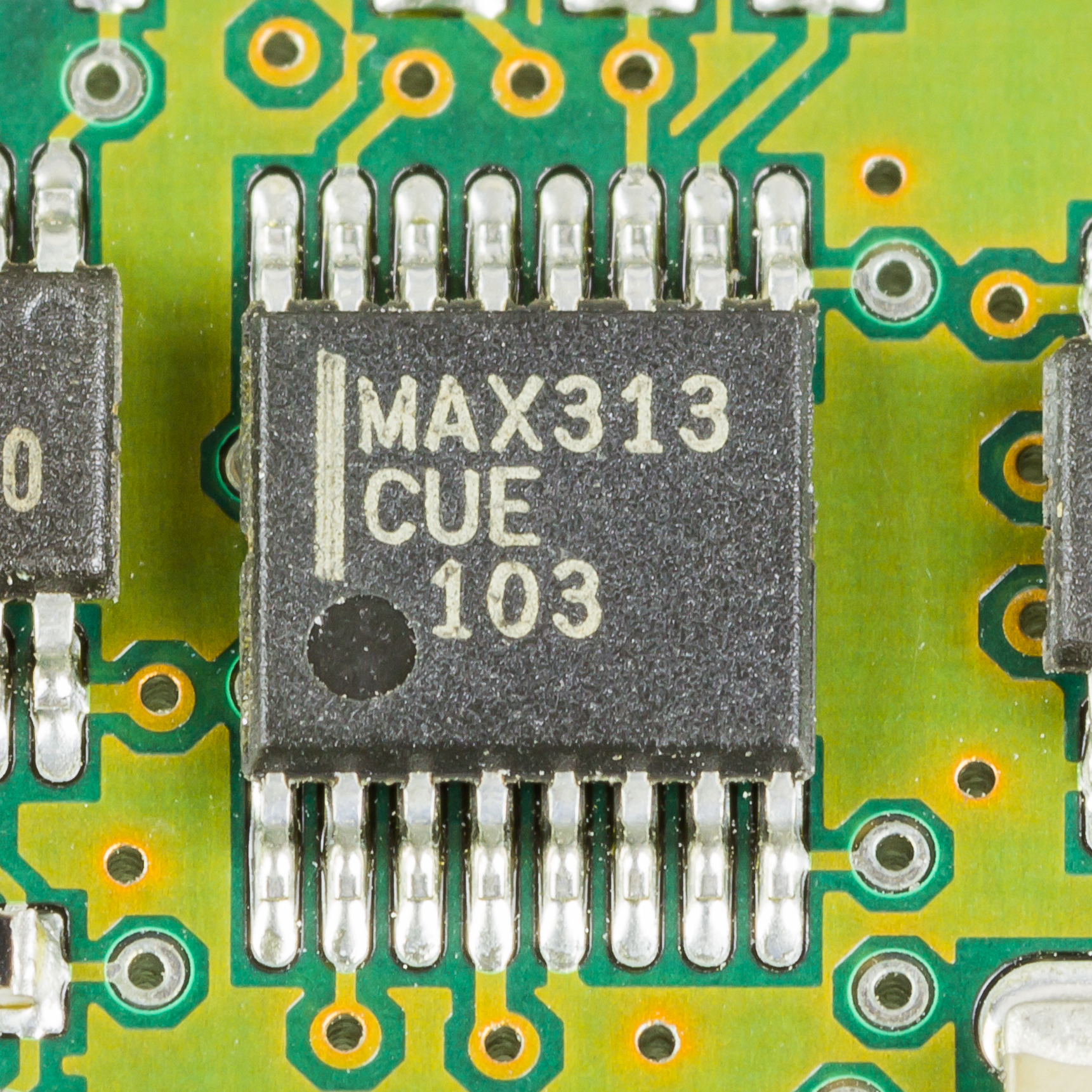
Un interruptor analògic: Maxim MAX313.

L'interruptor analògic (o PETR), també anomenat interruptor bilateral, és un component electrònic que es comporta de manera semblant a un relé, però no té parts mòbils. L'element de commutació és normalment un parell de transistors MOSFET, un un dispositiu de canal N i l'altre un dispositiu de canal P. El dispositiu pot conduir senyals analògics o digitals en qualsevol direcció quan està encès i aïlla els terminals commutats quan està apagat. Els interruptors analògics es fabriquen normalment com a circuits integrats en paquets que contenen diversos interruptors (normalment dos, quatre o vuit). Aquests inclouen el 4016 i el 4066 de la sèrie 4000.

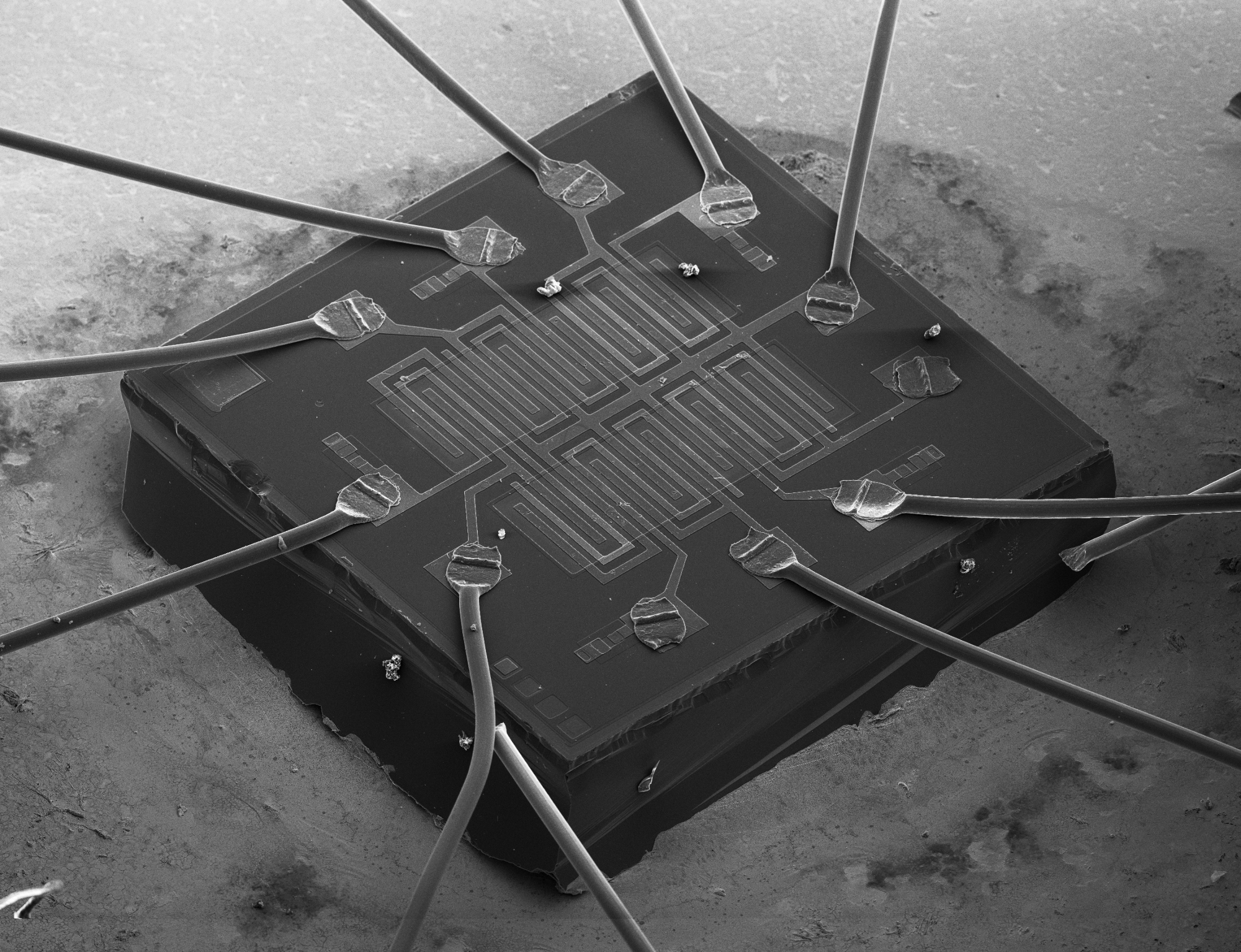
1KT901 és un commutador MOSFET analògic de 5 canals. Resistència del canal <300 ohms en estat obert per a -20V a la porta. Imatge de microscopi electrònic.

L'entrada de control del dispositiu pot ser un senyal que canvia entre les tensions d'alimentació positiva i negativa, amb la tensió més positiva que encén el dispositiu i com més negativa l'apaga. Altres circuits estan dissenyats per comunicar-se a través d'un port sèrie amb un controlador amfitrió per tal d'activar o desactivar interruptors.
El senyal que es canvia ha de romandre dins dels límits dels carrils de subministrament positiu i negatiu que estan connectats als terminals del cos P-MOS i N-MOS. L'interruptor generalment proporciona un bon aïllament entre el senyal de control i els senyals d'entrada/sortida. No s'utilitzen per a la commutació d'alta tensió.
Els paràmetres importants d'un interruptor analògic són:
- resistència a l'encesa: la resistència quan està encès. Això normalment oscil·la entre 5 ohms i uns quants centenars d'ohms.
- off-resistance: la resistència quan està apagat. Normalment és un nombre de megaohms o gigaohms.
- rang del senyal: les tensions mínimes i màximes permeses per passar el senyal. Si es superen, l'interruptor pot ser destruït per corrents excessives. Els tipus més antics d'interruptors fins i tot poden bloquejar-se, la qual cosa significa que continuen conduint corrents excessives fins i tot després d'eliminar el senyal defectuós.
- injecció de càrrega. Aquest efecte fa que l'interruptor injecti una petita càrrega elèctrica al senyal quan s'encén, provocant un petit pic o fallada. La injecció de càrrega s'especifica en coulombs.[3]

Els interruptors analògics estan disponibles tant en tecnologia de forat passant com en encapsulats de tecnologia de muntatge superficial.